# Boumia (Marocco)
Boumia  (in arabo بومية‎?) è un centro abitato e comune rurale del Marocco situato nella provincia di Midelt, regione di Drâa-Tafilalet. Conta una popolazione di 18 212 abitanti (censimento 2014).